# A Maldív-szigetek hívójelkörzetei
A Maldív-szigetek jelenleg (2024) nincs felosztva hívójelkörzetekre.
A Maldív-szigetek számára az ITU az 8Q hívójelprefixet határozta meg.
| Prefix | Körzet | Hely/jelleg     | ITU zóna | CQ zóna | 1 szintű QTH lokátor |
| ------ | ------ | --------------- | -------- | ------- | -------------------- |
| 8Q     | [0..9] | Maldív-szigetek | 41       | 22      | MJ                   |
| VS9M   |        | Kivezetve       | 41       | 22      | MJ                   |

## Lajstromjel
Vízi és légi járművek lajstromjelezéséhez a 8Q prefixet használják.